# Jan Kmicic
Jan Kmicic herbu Radzic II (zm. po 1662) – stolnik orszański.
Bratanek poety Mikołaja. Brat Samuela, strażnika Wielkiego Księstwa Litewskiego.
Poślubił Annę Olizarównę Wołczkiewiczównę, córkę Ludwika, wdowę po Stefanie Stryble i Żdarskim. Według Herbarza polskiego Adama Bonieckiego miał z nią mieć troje dzieci: synów Kazimierza, starostę krasnosielskiego, i Adama, jezuitę, oraz córkę Katarzynę, zamężną Rozwadowską. Według literatury Kazimierz, starosta krasnosielski, był synem Samuela, brata Jana.